# Air Hong Kong
AHK Air Hong Kong Limited (香港華民航空), abreviado AHK, es la única aerolínea de carga exclusivamente con base en Hong Kong (China). Efectúa vuelos regionales nocturnos rápidos y servicios de carga. Su base de operaciones principal es el Aeropuerto Internacional de Hong Kong.

## Historia
La aerolínea fue fundada en 1986 y comenzó a operar en febrero de 1988 con aviones Boeing 707. Los vuelos regulares comenzaron en 1989. Dos Boeing 747-100F y dos Boeing 747-200F fueron utilizados hasta 2004. El 75% de las acciones de la compañía fueron adquiridas por Cathay Pacific en junio de 1994, siendo comprado el 25% restante en febrero de 2002. En octubre de 2002, Cathay Pacific alcanzó un acuerdo de negocios con DHL para desarrollar una red de transporte de carga urgente en Asia y en ese momento, y en marzo de 2003, el 30% de las acciones de la compañía fueron adquiridas por DHL. AHK fue el cliente de lanzamiento del Airbus A300-600GF de carga general que es una nueva variante del Airbus A300F4-600R. El octavo y último avión fue entregado el 28 de junio de 2006, con el registro B-LDH. Esta nueva variante ha sido entregada desde mediados de 2004. AHK eligió los motores General Electric CF6-80C2, y se adhirió al programa de GE Maintenance Cost Per Hour (MCPH).
En noviembre de 2007, Air Hong Kong fue premiada por su Excelencia Operacional por el constructor aeronáutico Airbus por la utilización óptima de sus aviones, realización operacional, y media de retrasos.
La aerolínea es propiedad de Cathay Pacific (60%) y DHL International GmbH (40%) y tiene 96 empleados (en marzo de 2007).

## Destinos
Air Hong Kong efectúa vuelos de carga a los siguientes destinos:
- China
  - Shanghái (Aeropuerto Internacional de Shanghái-Pudong)
- Taiwán
  - Taipéi (Aeropuerto Internacional de Taiwán Taoyuan)
- Hong Kong
  - Hong Kong (Aeropuerto Internacional de Hong Kong) Base principal
- Japón
  - Nagoya (Aeropuerto Internacional de Chubu Centrair)
  - Osaka (Aeropuerto Internacional de Kansai)
  - Tokio (Aeropuerto Internacional Narita)
- Corea del Sur
  - Seúl (Aeropuerto Internacional de Incheon)
- Malasia
  - Penang (Aeropuerto Internacional de Penang)
- Filipinas
  - Manila (Aeropuerto Internacional Ninoy Aquino)
- Singapur
  - Singapur (Aeropuerto de Singapur Changi)
- Tailandia
  - Bangkok (Aeropuerto Suvarnabhumi)

Además, Air Hong Kong también opera en Pekín (Aeropuerto Internacional de Pekín Capital) y Manila (Aeropuerto Internacional Ninoy Aquino), con aviones Boeing 727 operados por Transmile Air Services (Web de Transmile).

## Flota

### Flota Actual
La flota de  Air Hong Kong incluye las siguientes aeronaves (en agosto de 2022):
| Airbus A300-600F    | 9  | — | B-LDA, B-LDN, B-LDB, B-LDC, B-LDD, B-LDE, B-LDF, B-LDG, B-LDH |  |  |  |
| Airbus A330-243F    | 2  | — | B-LDP, B-LDS                                                  |  |  |  |
| Airbus A330-343XP2F | 4  | — | B-LDQ, B-LDR, B-LDT, B-LDU                                    |  |  |  |
| Total               | 15 | — |                                                               |  |  |  |

La edad media de la flota de aviones de Air Hong Kong a agosto de 2022 es de 16.2 años